# Ludwig Weinberger (Karosseriebau)

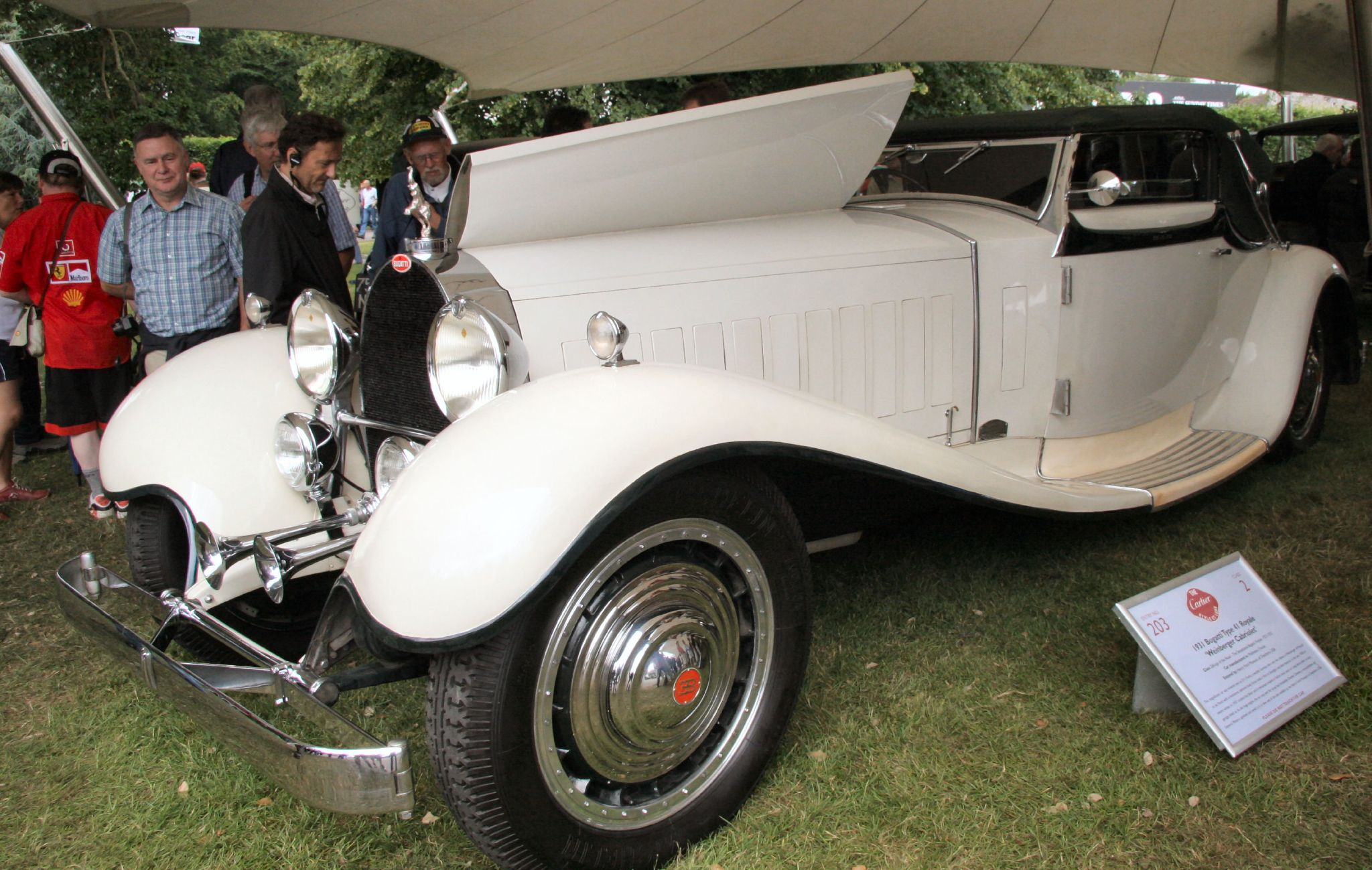
Bugatti T41 „Royale“ mit Weinberger-Karosserie

Ludwig Weinberger war ein deutscher Stellmacherbetrieb, der in München ansässig war.
Der Betrieb wurde von Ludwig Weinberger sen., einem Cousin des Stellmachers Karl Weinberger sen., im Jahre 1898 als Wagnerei eröffnet. Der Betrieb lag in derselben Straße in München wie der von Karl Weinberger, hatte mit diesem jedoch nichts zu tun. Zunächst stellte man Pferdefuhrwerke her, seit 1904 auch Karosserien für PKWs. Es entstanden allerdings nur Einzelanfertigungen auf Kundenwunsch, und dies auf verschiedensten Fahrgestellen.
1931 trat Ludwig Weinberger jun. in das Unternehmen ein. Fast gleichzeitig übernahm Weinberger eine BMW-Vertretung. Seit dieser Zeit wurden fast nur noch BMW-Fahrgestelle mit Aufbauten – häufig offene Zweisitzer – versehen. Bis zum Zweiten Weltkrieg entstanden etwa 300 Karosserien, darunter ein besonders auffälliges Stück auf Basis eines Bugatti Royale, das dem aus Nürnberg stammenden und in die USA ausgewanderten Arzt Josef Fuchs gehörte.
1953 gab Ludwig Weinberger aus Altersgründen das Geschäft auf.

## Quelle
- Werner Oswald: Deutsche Autos 1920–1945. 10. Auflage. Motorbuch Verlag, Stuttgart 1996, ISBN 3-87943-519-7.